# Rolf Kaul
Rolf Kaul (* 29. September 1946) ist ein ehemaliger deutscher Fußballspieler. Der Abwehrspieler lief zwischen 1969 und 1980 für die SpVgg Bayreuth in der zweitklassigen Regionalliga und der 2. Bundesliga auf.

## Sportlicher Werdegang
Kaul debütierte als Teenager für den FC Kronach 08 im Erwachsenenbereich, mit dem er 1967 in die Landesliga aufstieg. Nach einer Pause aufgrund seines Wehrdienstes spielt er zunächst beim VfB Coburg und ab Februar 1969 aus beruflichen Gründen für die SpVgg Bayreuth.
Im Sommer 1969 stieg Kaul mit der SpVgg Bayreuth in die zweitklassige Regionalliga auf, der Liganeuling verpasste gegenüber dem punktgleichen Konkurrenten ESV Ingolstadt-Ringsee bei gleicher Tordifferenz aufgrund drei mehr geschossener Tore den Klassenerhalt. Nach dem direkten Wiederaufstieg etablierte sich der Klub in der Zweitklassigkeit, Kaul war dabei als Vorstopper Stammspieler. In der Spielzeit 1972/73 belegte er mit der Mannschaft den vierten Tabellenplatz, in der folgenden Spielzeit qualifizierte sie sich als Tabellenfünfter für die neu eingeführte 2. Bundesliga. Auch hier spielte der Klub weitgehend erfolgreich mit. Nach einem vierten Platz im Vorjahr beendete die Mannschaft die Spielzeit 1978/79 auf dem zweiten Platz hinter dem TSV 1860 München. Damit qualifizierte sie sich für die Aufstiegsspiele zur Bundesliga gegen Bayer 05 Uerdingen. Unter Trainer Heinz Elzner endete das Hinspiel unter Leitung von Schiedsrichter Medardus Luca nach Toren von Manfred Größler, der die Bayreuther in Führung gebracht hatte, und Michael van de Loo mit einem 1:1-Unentschieden. Im Rückspiel führten Franz Raschid und der in der 85. Spielminute erfolgreiche Willi Götz die Westdeutschen in die erste Liga, Herbert Horns Ausgleich am Ende der ersten Halbzeit war zu wenig gewesen. Somit blieb die Frage unbeantwortet, ob die hauptsächlich bei der Stadt Bayreuth oder – wie Kaul in einem verantwortungsvollen Posten – bei British American Tobacco angestellten Fußballer wie Wolfgang Mahr, Norbert Hofmann, Rudolf Hannakampf oder Wolfgang Breuer für das Abenteuer Bundesliga überhaupt freigestellt worden wären.
Im Januar 1980 ließen die Bayreuther nochmals aufhorchen, als in der dritten Runde des DFB-Pokals 1979/80 der FC Bayern München durch ein Tor von Uwe Sommerer besiegt wurde. Im Viertelfinale schied man jedoch gegen den FC Schalke 04 aus. Ein im selben Jahr zugezogener Achillessehnenriss beendete Kauls Karriere im Alter von 33 Jahren.